# Thüringer Landespokal 2006/07
Der Thüringer Landespokal 2006/07 war die 17. Saison des Thüringer Landespokals im Fußball.
Das Finale fand am 9. Mai 2007 statt, bei dem sich der 1. FC Gera 03 gegen den FC Rot-Weiß Erfurt mit 1:0 durchsetzte und den Titel gewann. 1. FC Gera 03 qualifizierte sich damit für die erste Runde des DFB-Pokals 2007/08.

## Qualifikation und Spielmodus
Für den Thüringer Landespokal sind automatisch alle Drittliga-, Regionalliga-, Oberliga-, Thüringenliga- und Landesklassevereine Thüringens qualifiziert. Außerdem qualifizieren sich die neun Kreispokalsieger. Seit der Saison 2007/08 darf jedoch pro Verein nur noch eine Mannschaft teilnehmen.
Er wird in sechs Runden, zuzüglich einer Qualifikationsrunde, im K.-o.-System ausgetragen. Die jeweiligen Paarungen werden im Losverfahren ermittelt. Der unterklassige Verein hat (mit Ausnahme des Finals) immer Heimrecht, bei Klassengleichheit der Erstgezogene. Jede Mannschaft hat pro Runde nur ein Spiel, welches bei einem Unentschieden nach 90 Minuten verlängert und ggf. im Elfmeterschießen entschieden wird. Die Drittligisten sowie einige ausgeloste Mannschaften haben in der ersten Runde des Wettbewerbes ein Freilos.

## Vorrunde
Die Vorrunde des Thüringer Landespokals 2006/07 fand am 5. und 6. August 2006 statt.
|                                 | Ergebnis        |                             |
| ------------------------------- | --------------- | --------------------------- |
| Blau-Weiß Gera                  | 2:4 n. V.       | SV Stahl Unterwellenborn    |
| EK Veilsdorf                    | 1:0             | SV Wacker 04 Bad Salzungen  |
| VfL Meiningen                   | 3:0             | SG Rudisleben/Arnstadt      |
| 1. Suhler SV 06                 | 4:0             | 1. FC Sonneberg             |
| FSV 04 Viernau                  | ?:? (5:4 n. E.) | FSV Ulstertal Geisa         |
| SG Glücksbrunn Schweina         | 1:2             | SV 08 Steinach              |
| FC Schwallungen                 | 3:4             | Wacker Gotha                |
| SV Fortuna Frankendorf          | 2:3             | VfB Artern                  |
| Hohndorfer SV                   | 1:5             | FC Motor Zeulenroda         |
| Motor Altenburg                 | 3:2 n. V.       | Thüringen Weida             |
| 1. FC Gera 03 II                | 2:4             | Einheit Rudolstadt          |
| TSV Bad Blankenburg             | 0:1             | SV Blau Weiß Niederpöllnitz |
| SV Blau-Weiß 90 Neustadt (Orla) | 1:2 n. V.       | SV Schmölln 1913            |
| EFC Ruhla 08                    | 4:0             | FC Weißensee 03             |
| SSV 07 Schlotheim               | 4:1             | SC Leinefelde 1912          |
| Union Mühlhausen                | 5:2             | SC 1903 Weimar              |
| FSV Sömmerda                    | 1:0             | BSV Eintracht Sondershausen |
| ZFC Meuselwitz                  | -:-             | Freilos                     |
| VfB Pößneck                     | -:-             | Freilos                     |
| 1. FC Gera 03                   | -:-             | Freilos                     |
| FC Carl Zeiss Jena II           | -:-             | Freilos                     |
| FC Rot-Weiß Erfurt II           | -:-             | Freilos                     |
| FC Rot-Weiß Erfurt              | -:-             | Freilos                     |
| FC Erfurt-Nord                  | 0:2             | Empor Buttstädt             |
| SG Geraberg/Elgersburg          | 2:0             | SV Fortuna Unterkatz        |
| SV Borsch 1925                  | 2:0             | Germania Ilmenau            |
| FC Empor Weimar 06              | 1:3             | SV Schott Jena              |
| SV Empor Erfurt                 | 1:3             | VC Blau-Weiß Gebesee        |
| SV Normania Treffurt            | 4:0             | SV Grün-Weiß Siemerode      |
| FC An der Fahner Höhe           | 1:4             | 1. SC 1911 Heiligenstadt    |
| SV 90 Altengottern              | 0:3             | Wacker Nordhausen           |

## 2. Runde
Die 2. Runde fand am 2. und 3. September 2006 statt.
|                          | Ergebnis        |                             |
| ------------------------ | --------------- | --------------------------- |
| SV Stahl Unterwellenborn | 0:1             | Empor Buttstädt             |
| VfB Artern               | 3:1             | FSV 04 Viernau              |
| EK Veilsdorf             | 1:3             | SV Schmölln 1913            |
| VfL Meiningen            | 2:4 n. V.       | VfB Pößneck                 |
| Motor Zeulenroda         | 2:1             | SV Blau Weiß Niederpöllnitz |
| 1. SC 1911 Heiligenstadt | 2:1             | SV 08 Steinach              |
| Wacker Nordhausen        | 2:3             | Wacker Gotha                |
| Motor Altenburg          | 3:0             | SG Geraberg/Elgersburg      |
| EFC Ruhla 08             | 1:2             | ZFC Meuselwitz              |
| Union Mühlhausen         | 0:2             | FC Rot-Weiß Erfurt II       |
| Freilos                  | -:-             | FC Rot-Weiß Erfurt          |
| 1. FC Gera 03            | 2:1             | FC Carl Zeiss Jena II       |
| VC Blau-Weiß Gebesee     | 3:1 n. V.       | Einheit Rudolstadt          |
| SV Borsch 1925           | 1:1 (0:3 i. E.) | 1. Suhler SV 06             |
| SV Normania Treffurt     | 2:4 n. V.       | SV Schott Jena              |
| SSV 07 Schlotheim        | 2:3             | FSV Sömmerda                |

## Achtelfinale
Das Achtelfinale fand am 3., 7. und 31. Oktober 2006 statt.
| Datum                       |                          | Ergebnis        |                       |
| --------------------------- | ------------------------ | --------------- | --------------------- |
| 3. Oktober 2006, 14:00 Uhr  | Empor Buttstädt          | 1:2             | SV Schmölln 1913      |
| 3. Oktober 2006, 14:00 Uhr  | 1. Suhler SV 06          | ?:? (8:7 n. E.) | Wacker Gotha          |
| 3. Oktober 2006, 14:00 Uhr  | VC Blau-Weiß Gebesee     | 2:4 n. V.       | FC Rot-Weiß Erfurt II |
| 3. Oktober 2006, 14:00 Uhr  | FSV Sömmerda             | 2:1             | Motor Altenburg       |
| 3. Oktober 2006, 15:00 Uhr  | 1. SC 1911 Heiligenstadt | 1:0             | SV Schott Jena        |
| 7. Oktober 2006, 14:00 Uhr  | ZFC Meuselwitz           | 4:1             | VfB Pößneck           |
| 31. Oktober 2006, 13:30 Uhr | VfB Artern               | 2:4             | 1. FC Gera 03         |
| 31. Oktober 2006, 13:30 Uhr | Motor Zeulenroda         | 0:4             | FC Rot-Weiß Erfurt    |

## Viertelfinale
Die Partien des Viertelfinals fanden am 31. Oktober, 25. November, 16. Dezember 2006 und 3. März 2007 statt.
| Datum                        |                          | Ergebnis |                       |
| ---------------------------- | ------------------------ | -------- | --------------------- |
| 31. Oktober 2006, 13:00 Uhr  | 1. Suhler SV 06          | 2:0      | SV Schmölln 1913      |
| 25. November 2006, 13:30 Uhr | FSV Sömmerda             | 0:8      | 1. FC Gera 03         |
| 16. Dezember 2006, 13:00 Uhr | ZFC Meuselwitz           | 3:1      | FC Rot-Weiß Erfurt II |
| 3. März 2007, 13:00 Uhr      | 1. SC 1911 Heiligenstadt | 0:4      | FC Rot-Weiß Erfurt    |

## Halbfinale
Die Partien des Halbfinales fanden am 31. März und 10. April 2007 statt.
| Datum                     |                 | Ergebnis        |                    |
| ------------------------- | --------------- | --------------- | ------------------ |
| 31. März 2007, 13:30 Uhr  | 1. Suhler SV 06 | 0:1             | 1. FC Gera 03      |
| 10. April 2007, 17:30 Uhr | ZFC Meuselwitz  | 1:1 (4:5 i. E.) | FC Rot-Weiß Erfurt |

## Finale
Das Finale des Thüringer Landespokals fand am 9. Mai 2007 im Sportpark „An der Warte“ in Pößneck statt.
| 1. FC Gera 03                                                  | 1. FC Gera 03 | FC Rot-Weiß Erfurt | FC Rot-Weiß Erfurt |
| -------------------------------------------------------------- | --- | --- | ------------------ |
| 1. FC Gera 03                                                  | \| 9. Mai 2007 um 17:30 Uhr in Pößneck (Sportpark „An der Warte“) \| \| Ergebnis: 1:0 (0:0) \| \| Zuschauer: 1.200 \| \| Schiedsrichter: Andreas Kasenow \|                                                                       | \| 9. Mai 2007 um 17:30 Uhr in Pößneck (Sportpark „An der Warte“) \| \| Ergebnis: 1:0 (0:0) \| \| Zuschauer: 1.200 \| \| Schiedsrichter: Andreas Kasenow \|                                                                                           | FC Rot-Weiß Erfurt |
| 1. FC Gera 03                                                  | Raphael Baumann, Enrico Neubert, Marcel Ast, André Tews, Ronny Fuhrmann, Marco Weißhaupt, Sebastian Barich (63. Marc Janke), Andy Raab, Tobias Friedrich, Mike Sadlo (73. Stefan Winterkorn), Stefan Bloß Cheftrainer: Nico Quade | Michael Ratajczak, Silvio Pätz (46. Rico Kühne), Lars Heller (72. Christian Beck), Tom Bertram, Alexander Schnetzler, Björn Brunnemann, Ronny Hebestreit, Matthias Peßolat, Daniel Brückner , Albert Bunjaku, Domi Kumbela Cheftrainer: Pavel Dotchev | FC Rot-Weiß Erfurt |
| 1. FC Gera 03                                                  | 1:0 Andy Raab (51.) | | FC Rot-Weiß Erfurt |
| 9. Mai 2007 um 17:30 Uhr in Pößneck (Sportpark „An der Warte“) | | |                    |
| Ergebnis: 1:0 (0:0)                                            | | |                    |
| Zuschauer: 1.200                                               | | |                    |
| Schiedsrichter: Andreas Kasenow                                | | |                    |